# Hestia
Hestia nebo Hestiá (2. p. Hestie, starořecky Ἑστία) je řecká panenská bohyně domácího krbu, rodiny a domova. Je první dcerou Titána Krona a jeho manželky Rheie, sestra Dia, Poseidóna, Háda, Héry a Démétry. Jejím římským protějškem je Vesta.
Otec Kronos ji pozřel, stejně jako její sourozence kromě Dia. Chtěl tak zabránit tomu, aby proti němu povstali a zbavili ho vlády. To se povedlo Diovi, který se před Kronem ukrýval a pak ho lstí donutil všechny sourozence vyvrhnout. Poté následovala válka mezi bohy a Titány, kterou Hestia jako jediná chtěla řešit diplomaticky.
Když se pak Zeus zmocnil vlády, Hestiá byla pozvána na Olymp, kde jí bylo nabídnuto místo mezi hlavními olympskými bohy. Místa se však vzdala a darovala jej Dionýsovi. Také obdržela spolu s Artemis a Athénou výsadu zajistit na věky své panenství, aby tím zůstala uchráněna před Apollónem a Poseidónem, kteří ji chtěli získat.
Jako bohyně domácího krbu se stala rovněž ochránkyní tiché a svorné domácnosti a také bohyní pronásledovaných a vyhnaných.
Jejím symbolem je oheň, krb a osel.